# Rimutis
Rimutis ist ein litauischer männlicher Vorname, eine Verniedlichungsform des männlichen Vornamens Rimas, abgeleitet von rimti (ruhig werden). Die weibliche Form ist Rimutė.

## Personen
- Rimutis Klevečka (* 1956),  Diplomat, Botschafter, Zollbeamter